# Замфир
Замфѝр е село в Северозападна България, област Монтана, община Лом.

## География
Разположено е по поречието на река Лом. Граничи на север с квартал „Хумата“ на град Лом и 6 км от центъра на града (край р. Дунав).

## История
Селото е наименувано на Замфир Хаджийски (1899 – 1943), местен комунист и партизанин.
Старото име на Замфир e Дългошевци.

## Забележителности
Паметник на родения в селото Цеко войвода. Голямо читалище с часовникова кула. Има вековен дъб по пътя от селото към лозята. Също така има и голяма църква.

## Редовни събития
Ежегодният събор на с. Замфир е на 6 май – Гергьовден.

## Други
В Замфир съжителстват само българи и цигани. Религия – християнство.